# Fàbrica de paper
Una fàbrica de paper o papereria és una fàbrica concebuda per produir paper a partir de pasta de cel·lulosa, feta de fusta, draps vells, fibra de cànem, de sisal, altres fonts de fibres vegetals i cada vegada més de paper usat i reciclat.
La feina artesanal, introduïda pels àrabs a la fi de l'edat mitjana a poc a poc va mecanitzar-se a molins hidràulics. Vers la fi del segle xvii va industrialitzar-se en fàbriques cada vegada més grosses.

## Història

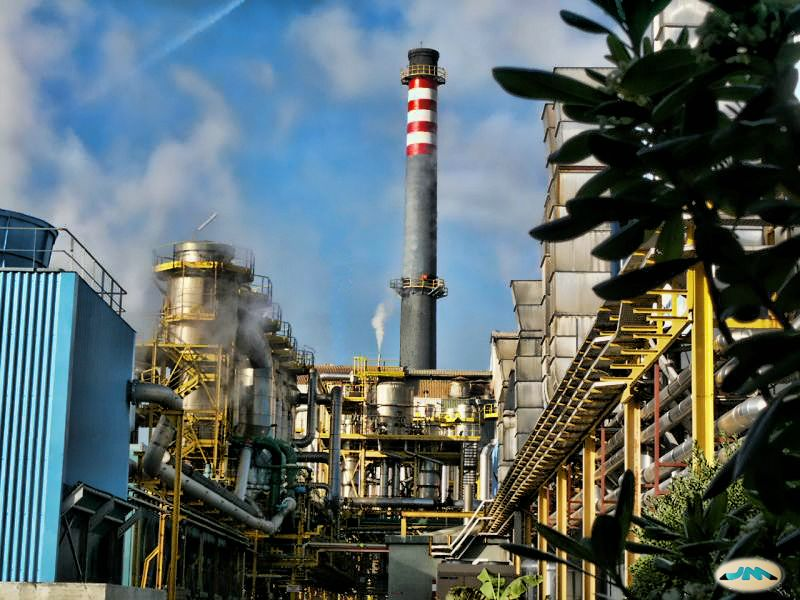
Fàbrica de pasta d'ENCE Energía y Celulosa, S.A. a Pontevedra (Galícia)

Investigacions històriques sobre l'origen de la fabricació mecanitzada de paper són complicades a causa de l'existència de diferents definicions i una terminologia difusa per part dels autors que s'ocupen del tema. A l'àmbit de parla anglesa s'utilitza el terme paper mill (molí de paper) tant per a les instal·lacions històriques com per a fàbriques modernes que no semblen cap a un molí de tracció humana, animal, hidràulica o eòlica.

### Manufactures artesanals accionades per tracció a sang
Si bé tant els molins accionats per humans o animals eren coneguts pels fabricants de paper xinesos i musulmans, no hi ha gaire indicacions concloents respecte a l'ús d'un procés mecanitzat amb molins hidràulics. Els autors musulmans es refereixen a tallers de fabricació amb la paraula de wiraqah (manufactura) i no tahun (molí), un altre argument que fa molt improbable que ja havien mecanitzat el procés.
Si bé certs estudiosos haurien aconseguit identificar molins de paper durant l'era abbàssida a Bagdad entre 794-795, les proves que la força hidràulica s'hauria utilitzat són controvertits.: A la ciutat marroquina de Fes, Ibn Battuta esmenta «400 pedres de molí per fabricar paper». Atès que Ibn Battuta no esmenta l'ús de forces hidràuliques i la quantitat de molins és summament elevada, s'interpreta aquesta cita com fent referència a algun tipus de tracció a sang. El primer molí paperer d'Europa el va construir Abú Masaifa a Xàtiva en 1074.

Un estudi exhaustiu realitzat a l'Àndalus no va trobar traces d'un sol molí de paper accionat per aigua, tampoc els llibres espanyols de distribució de propietats (Repartiment) després de l'expulsió dels moros hi fan cap referència. Els textos àrabs mai utilitzen el terme en relació amb la fabricació de paper i el relat més detallat de producció, el del Sultan Zirid Al-Muizz ibn Badis, descriu l'art només en termes d'una artesania. Donald Routledge Hill ha identificat una possible referència a un molí de paper accionat per l'aigua a Samarcanda, en l'obra del segle xi de l'estudiós persà Abu Rayhan Biruni, encara que remarca que el passatge «és massa breu per poder tenir plena certesa» que el mateix fa referència a un molí accionat per aigua.: No obstant això, Halevi ho considera una prova que a Samarcanda es va utilitzar la força hidràulica per produir paper, encara que reconeix que no se sap del cert si per aquesta època en altres parts del món islàmic es va utilitzar-la per produir paper. Robert I. Burns roman, però, escèptic donada l'ocurrència aïllada de la referència i el fet que a la resta de l'Islam es recorri a l'elaboració manual del paper.

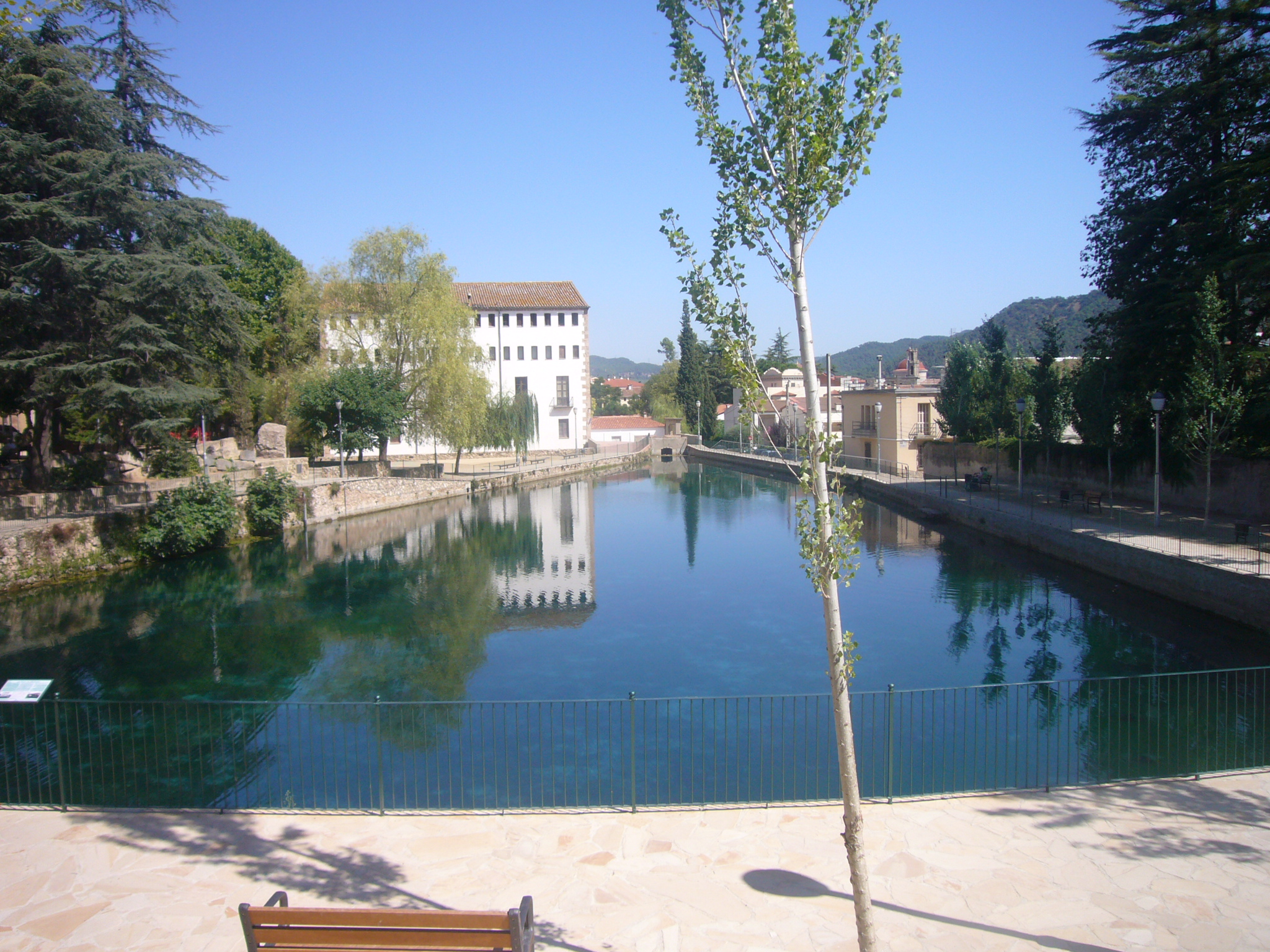
La bassa i el molí paperer de Capellades

### Molins paperers hidràulics: una invenció moro-catalano-valenciana?
Sembla segur que la fabricació mecanitzada de paper va desenvolupar-se als Països Catalans. L'historiador Oriol Valls i Subirà va formular la hipòtesi que ja des del mig del segle xii hi hauria hagut molins paperers a Catalunya, però estudis ulteriors van demostrar que feia confusió amb molins de tèxtil. Al segle xi hi havia encara una cohabitació de la cultura islàmica i cristiana, el que podria indicar un origen islàmic. Un estudi de 1996 però dubta de les proves aportades, es tractaria més aviat d'una premsa manual i no d'un molí.:
| « | Thomas Glick warily concludes that 'it is assumed but not proved' that Islamic Xàtiva had hydraulic papermills, noting that the pertinent Arabic description was 'a press.' Since the 'oldest' Catalan paper is physically the same as Islamic Xàtiva's, he notes, their techniques 'can be presumed to have been identical' - reasonable enough for Catalan paper before 1280. My recent conversations with Glick indicate that he now inclines to non-hydraulic Andalusi papermaking.» | » |

 i el cas de molins catalans d'accionament hidràulic, «anteriors a 1280», ha estat desestimat per Robert I. Burns després d'un nou examen de les proves aportades.:
| « | Currently Oriol Valls i Subirà, director of the History of Paper department of the Museus Municipals d'Història in the Institut Municipal d'Història at Barcelona, has popularised a version of that thesis, in which Christian paper mills multiplyr marvelously along the Catalan Rivers "from Tarragona to the Pyrenees" from 1113 to 1244. His many articles and two books, valuable for such topics as fiber analysis in medieval paper, continue to spread this bizarre thesis. As Josep Madurell i Marimon shows in detail, these were all in fact cloth fulling mills; tèxtils were then the basic mechanized industry of the Christian west. | » |

 De manera similar, la identificació de molins d'estampat hidràulics en documents medievals de Fabriano, Itàlia, no tenen fonament documental.:
| « | Fabriano's claim rests on two chapters - a gift of August 1276, and a leg of November 1278, to the new Benedictine congregation of Silvestrine Monks at Montefano. In each, a woman hermit gives to the monastery her enclosure or «prison» - Latin Càrcer; misread by Fabriano Partisans is a form of Italian Carta or paper mill! There is no papermaking in these documents, much less hydraulic mills. | » |

Tot i això, la prova més antiga documentada de l'existència d'un molí hidràulic a Europa es remunta al 1282 al Regne de València. Un decret del rei cristià Pere III fa referència a la construcció d'un molí paperer reial, al centre manufacturer de Xàtiva el 1284, al qual concedeix una exempció d'impostos. La mecanització va irritar la comunitat àrab, especialitzada en la fabricació artesana i manual. En compensació, van ser exempts de feina al molí nou.

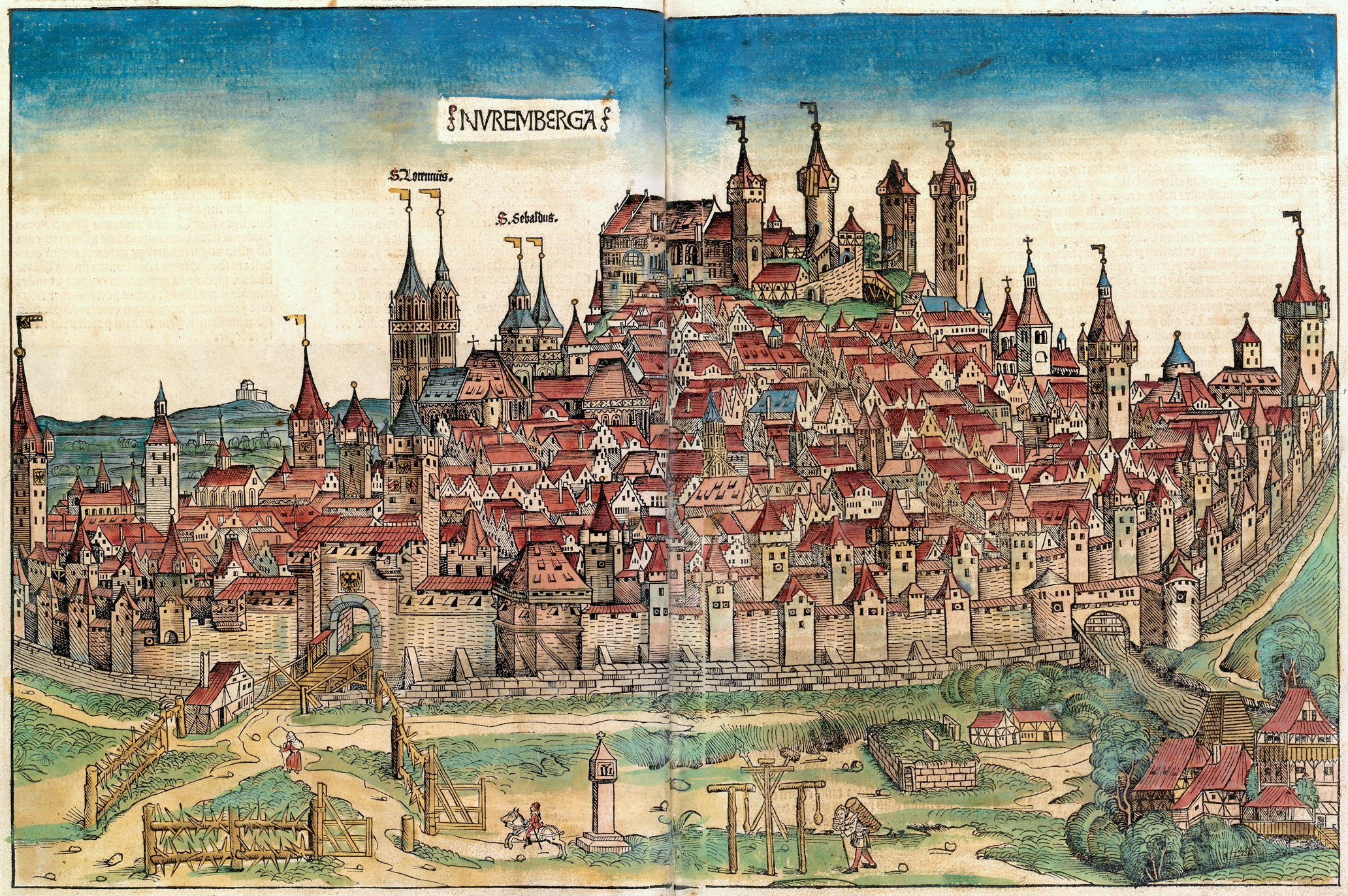
Fàbrica de paper d'en Stromer, el complex d'edificis en l'extrem dret inferior, a la Nürnberger Chronik (Crònica de Nuremberg de Hartmann Schedel de 1493.

Fora de la península Ibèrica, Ulmann Stromer va establir la primera fàbrica a Alemanya a Nuremberg el 1390 i descrit a la Nürnberger Chronik (Crònica de Nuremberg).

## Les fàbriques modernes
Les màquines de fabricació de paper poden ser integrades o no-integradas. Les fàbriques integrades van el procés complet: dels troncs d'arbres o trossets ("xips") de fusta fins al full o el rotlle de paper. Consisteixen d'un molí de pasta i un equip de fabricació de paper ubicats en el mateix lloc. La producció de pasta, especialment aquelles que utilitzen el procés kraft en general acomiaden pol·lució olfactiva. Les fàbriques no integrades compren la pasta de cel·lusoa, en general en paquets secs i, per tant, produeixen molt pocs olors.
La fàbrica moderna de paper utilitza grans quantitats d'energia, aigua i pasta de paper en una sèrie de processos extremadament eficients i complexos, durant els quals s'utilitzen tecnologies modernes i controls sofisticats per produir fulles de paper que poden ser utilitzades en una quantitat molt diversa de maneras. Les màquines en procés continu poden tenir una longitud de 150 m, i produir fulles de 10 m d'ample a velocitats de 100 quilòmetres per hora. Gràcies a la utilització de la biomassa residual i la recuperació de calor per a la generació de vapor i d'electricitat, les instal·lacions modernes han atenyen no només l'autarquia energètica però també són productors nets d'electricitat verd, com que éstà produït a partir de primera matèria sostenible.

## Molins i fabriques paperers als Països Catalans

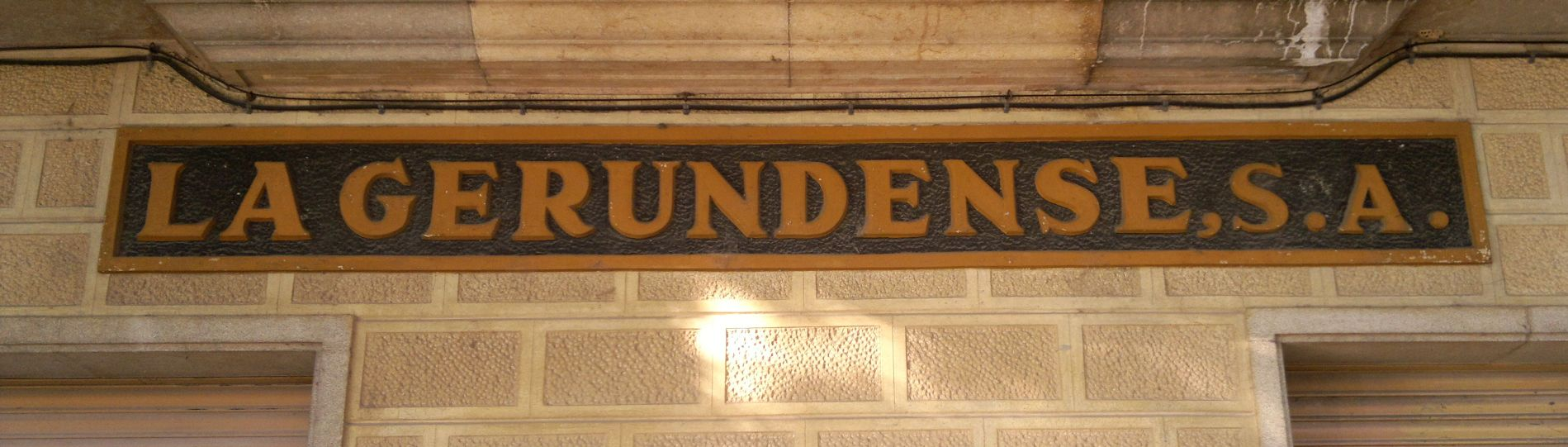
Antic rètol de "La Gerundense, S.A" a la Pça. Catalunya de Girona, on va tancar el 1973

El 1775, 51% de la producció catalana provenia de l'Anoia i 11% del Riudebitlles, i només 10% de les comarques gironines. La industrialització arranca a Catalunya el 1843 quan la societat Oliva y Flores La Gerundense inaugura una primera màquina de paper continu, tallat posteriorment, que es destacava de la producció artesanal full per full. Es concentra en les conques del Fluvià i del Terri. La vall de l'Anoia, on tradicionalment es concentrava la producció va especialitzar-se en productes d'alta qualitat. Després de la industrialització, el 1910, 65% de la producció catalana es fa a l'eix gironí.
A Catalunya, el sector del paper i cartró es concentra 31% de la fabricació espanyola en 36 empreses, que el 2006 van contractar 5600 treballadors directes. De 1986 a 2006 el nombre d'empreses va reduir-se d'un 30%, el volum de producció ans al contrari, continua creixent. La fabricació de pasta de paper va devallar als anys 1980, i s'ha limitat a pastes especials a partir de plantes anuals.
La ruta del paper és un circuit turístic organitzat per Femturisme, que tracta tant la producció històrica a Capellades i Igualada com les instal·lacions modernes a Castellbisbal.
Històriques
- Molí d'Abargues, a Alcoi.
- El Molí de paper del Barranc dels Molins, a Ibi (Alcoià)[27]
- Fàbrica de paper (la Riba), a La Riba
- Molí Fondo, a Sant Joan les Fonts[28]
- Molí Munné, a Capellades
- Museu del molí paperer, a Capellades

Modernes
- Fabregas, Barcelona
- StoraEnso, Castellbisbal
- Terranova Papers, Claramunt
- J.Vilaseca S.A., Barcelona[29]